# 奥兰多海盗足球俱乐部
奥兰多海盗足球俱乐部，是南非约翰内斯堡郊区的一个足球俱乐部。该队现参加南非足球超级联赛。